# Fuentes de Carbajal
Fuentes de Carbajal ist ein Ort und eine nordspanische Gemeinde mit 76 Einwohnern (Stand: 2024) in der Provinz León und der Region Kastilien-León. Neben dem gleichnamigen Hauptort Fuentes de Carbajal gehört die Ortschaft Carbajal de Fuentes zur Gemeinde.

## Lage und Klima
Fuentes de Carbajal liegt etwa 41 Kilometer südsüdöstlich von León im Nordwesten der Iberischen Meseta in einer Höhe von ca. 805 m. 
Das Klima im Winter ist rau, im Sommer dagegen trocken und warm; der Regen (499 mm/Jahr) fällt überwiegend im Winterhalbjahr.

## Bevölkerungsentwicklung
| Jahr      | 1970 | 1981 | 1991 | 2001 | 2011 | 2021 |
| Einwohner | 289  | 218  | 167  | 128  | 111  | 81   |

Aufgrund der durch die Mechanisierung der Landwirtschaft und der Aufgabe von bäuerlichen Kleinbetrieben ausgelösten Landflucht ist die Bevölkerung des Dorfes seit der Mitte des 19. Jahrhunderts kontinuierlich gewachsen.

## Sehenswürdigkeiten
- Michaeliskirche

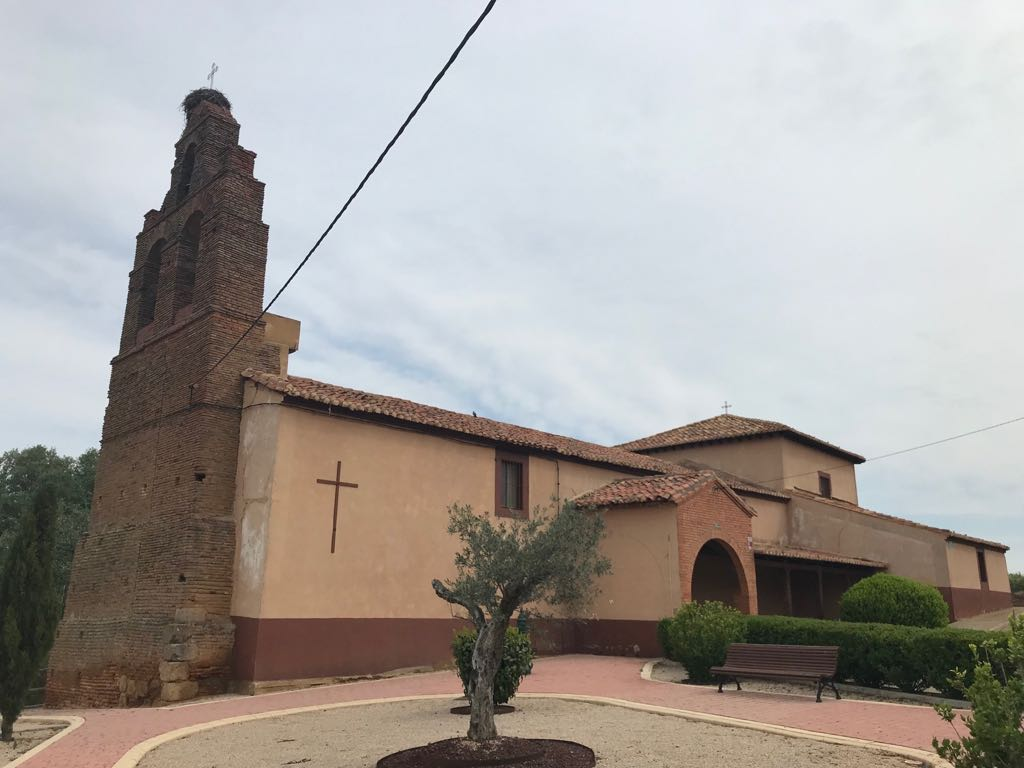
Stephanuskirche
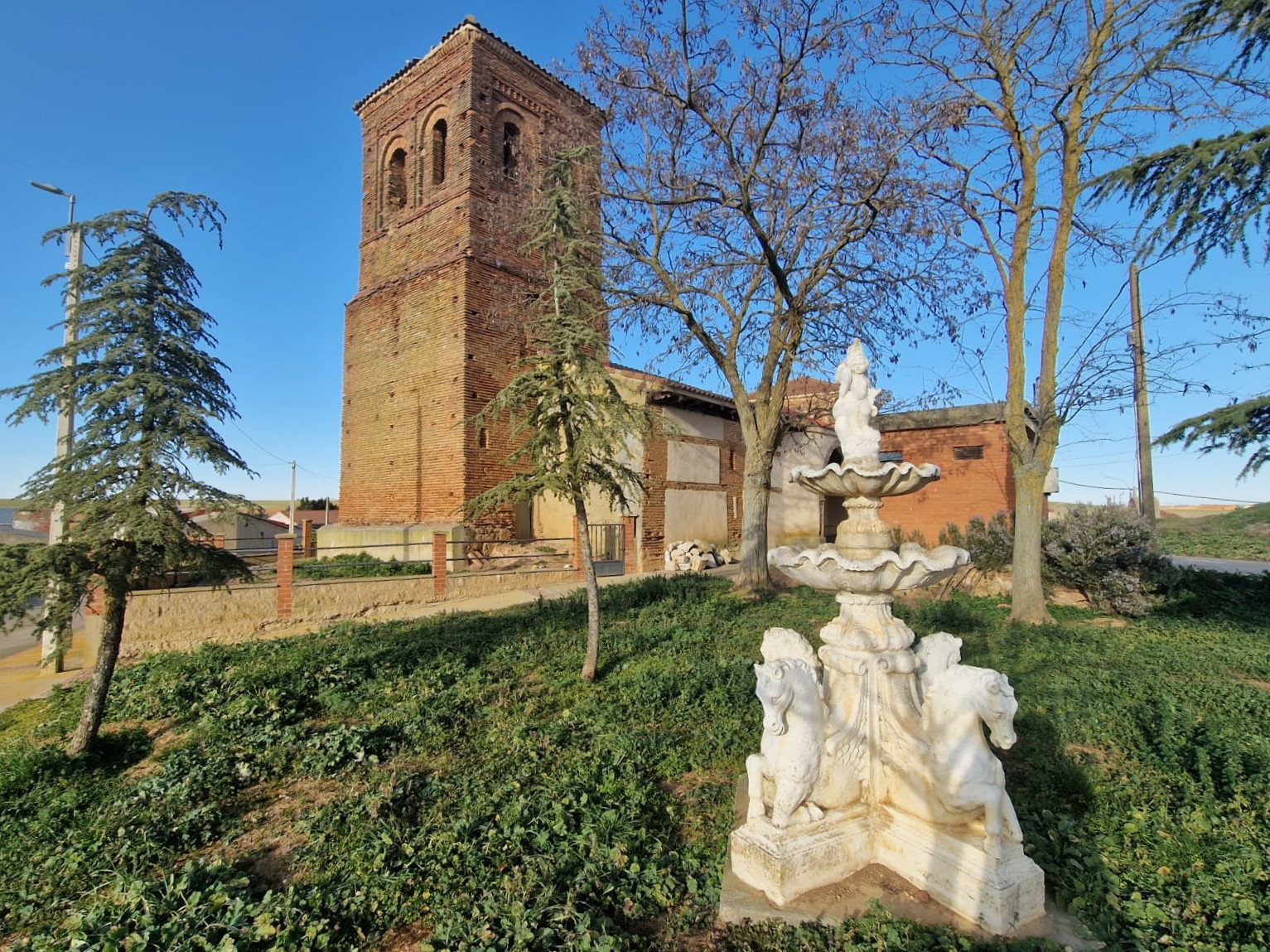
Cyprianuskirche
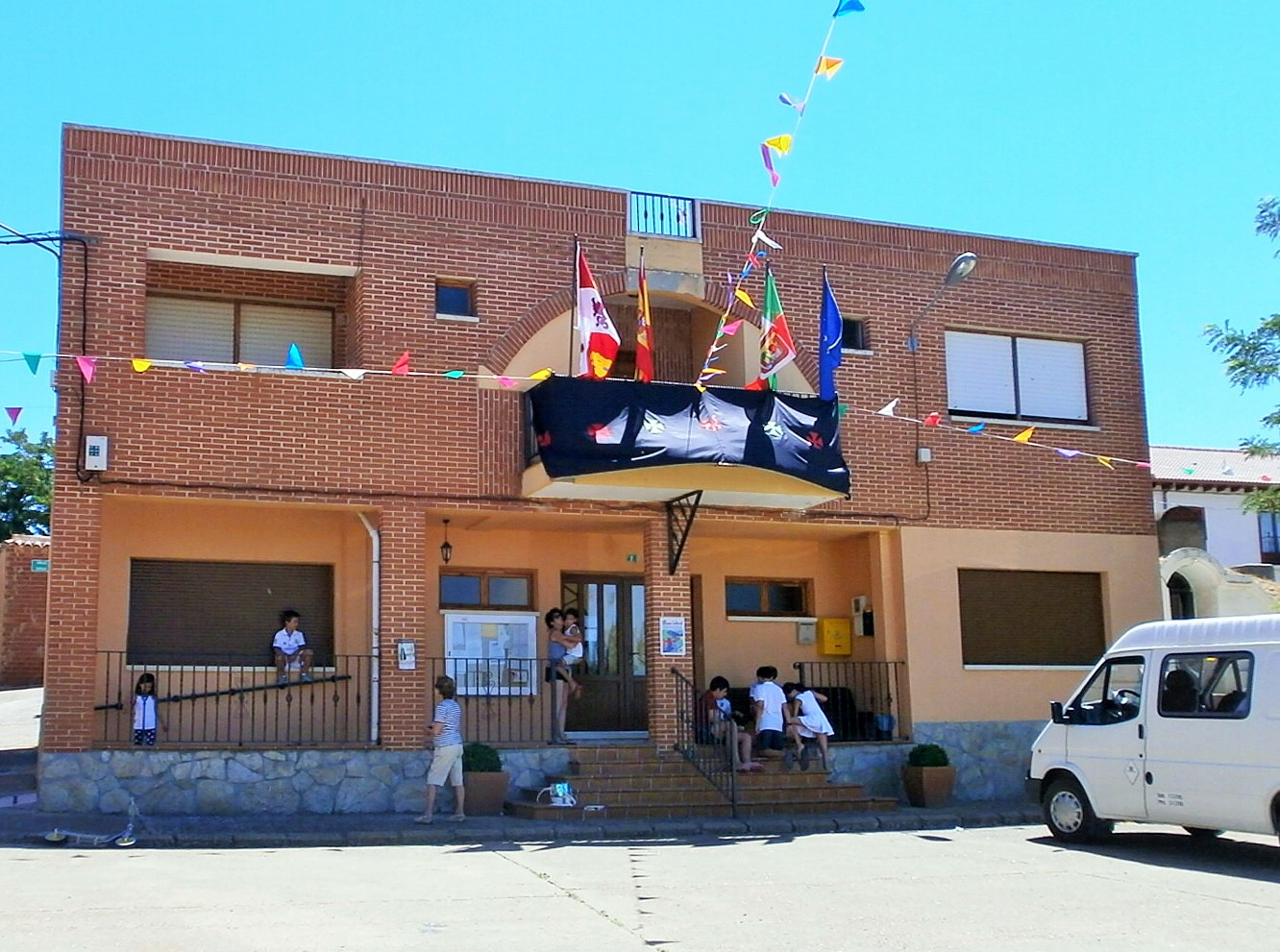
Rathaus